# Чека-Агаљијате (Асти)
Чека-Агаљијате је насеље у Италији у округу Асти, региону Пијемонт.
Према процени из 2011. у насељу је живело 61 становника. Насеље се налази на надморској висини од 247 м.